# Lilium taliense

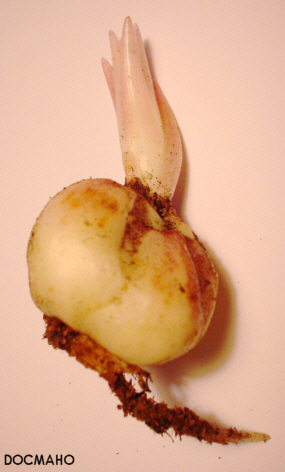
Bulbo do Lilium taliense.

Lilium taliense (em chinês: 大理百合) é uma espécie de planta com flor, pertencente à família Liliaceae.
A planta é nativa das províncias de Sichuan e Yunnan da República Popular da China com ocorrências no Tibete e alcança a altura de 0,7-3 metros florescendo a uma altitude de 2 500 - 3 500 metros.